# Pouteria gongrijpii
Pouteria gongrijpii là một loài thực vật có hoa trong họ Hồng xiêm. Loài này được Eyma miêu tả khoa học đầu tiên năm 1936.